# Дзодзуашвілі Реваз Михайлович
Рева́з Миха́йлович Дзодзуашві́лі (рос. Реваз Михайлович Дзодзуашвили, груз. რევაზ მიხეილის ძე ძოძუაშვილი, нар. 15 квітня 1945, Кутаїсі, Грузинська РСР, СРСР) — колишній радянський футболіст, що грав на позиції захисника. По завершенні ігрової кар'єри — радянський та грузинський футбольний тренер. Майстер спорту міжнародного класу (1972).
Більшу частину кар'єри провів у «Динамо» (Тбілісі), з яким ставав фіналістом кубка СРСР та чотири рази бронзовим призером чемпіонату, а у складі національної збірної СРСР 1972 року ставав віцечемпіоном Європи та бронзовим призером Олімпійських ігор. Як тренер відомий тим, що вигравав чемпіонат Грузії у складі трьох різних клубів, а 1994 року визнавався найкращим тренером Грузії.

## Біографія

### Кар'єра гравця
Вихованець футбольної школи «Торпедо» (Кутаїсі). У дев'ятому класі (1962) виступав за команду «Імереті».
Вперше в «Динамо» (Тбілісі) Дзодзуашвілі запросили 1963 року. Грав у дублі на позиції нападника, проте в основу пробитися не зміг і повернувся в кутаїське «Торпедо», звідки в 1965 пробував перейти в одеський «Чорноморець», який щойно вийшов у вищий дивізіон. Одеському клубу футболіст не підійшов і продовжив кар'єру в складі «Динамо» (Сухумі), де грав у середній лінії.
В цей час «Торпедо» (Кутаїсі) очолив Всеволод Блінков, який почав будувати нову команду. У пошуках захисника звернувся до тренера кутаїсців Георгія Грамматикопуло, і той рекомендував юного футболіста.
В команді Блинкова Дзодзуашвілі грав уже на позиції центрального захисника, потім на правому фланзі, щоб використовувати швидкість та напористість гравця. Однак сам Блінков незабаром поїхав з Кутаїсі.
1968 року футболіста знову запрошують у Тбілісі, тепер уже на місце в основі під керівництвом В'ячеслава Соловйова. У «Динамо», а потім і в збірній, Реваз здобув славу вправного персональщика, що вміє закрити будь-якого форварда.
Більшість часу, проведеного у складі тбіліського «Динамо», був основним гравцем команди. Завершив професійну кар'єру футболіста виступами за команду «Динамо» (Тбілісі) у 1976 році, оскільки вирішив, що не може далі виступати на колишньому високому рівні. Всього у чемпіонатах СРСР (вища ліга) провів 301 матч, забив 5 голів.

## Виступи за збірну
20 лютого 1969 року дебютував в офіційних матчах у складі національної збірної СРСР в товариській грі проти збірної Колумбії, яка завершилась перемогою європейців 3:1.
У складі збірної був учасником чемпіонату світу 1970 року у Мексиці, чемпіонату Європи 1972 року в Бельгії, де разом з командою здобув «срібло» та Олімпійських ігор 1972 року, де став бронзовим медалістом.
Протягом кар'єри в національній команді, яка тривала 6 років, провів у формі головної команди країни 49 матчів.

## Кар'єра тренера
У 1976 почав тренерську кар'єру, очоловши СКА (Тбілісі), з якою виграв чемпіонат Закавказького військового округу.
У 1990–1992 роках працював тренером у «Динамо» (Тбілісі): перші два роки як помічник Кіпіані, в 1992 — як головний тренер. У 1993–1995 керував «Металургом» з Руставі.
Наприкінці сезону 1994/95 в «пожежному порядку» очолив український «Темп» (Шепетівка), де президентом був грузин Джумбер Нішніанідзе. Разом з собою в команду взяв 8 футболістів, проте врятувати команду від вильоту не вдалося. Дзодзуашвілі повернувся до Грузії і ще сезон відпрацював у Руставі.
У 1997 як консультант запрошений в «Сконто», оскільки у ризькій команді почали грати грузинські футболісти. Одночасно виконував обов'язки тренера-селекціонера.
Також з лютого по жовтень 1997 — помічник головного тренера збірної Грузії. У жовтні 1997 року уклав контракт з Федерацією футболу Латвії за принципом «2+2» і став головним тренером збірної Латвії.
У серпні 1999 року прийняв запрошення президента клубу з Саудівської Аравії «Аль-Іттіхад» (Джидда) Ахмеда Махсуда. Через 4 місяці самостійно пішов з команди, оскільки так і не зумів освоїться в країні.
У грудні 1999 року разом з Кіпіані призначений головним тренером збірної Грузії. Разом з цим з 2000 року — головний тренер «Локомотива» (Тбілісі). При новому тренері команда достатньо успішно виступала у внутрішній першості — йшла на першому місці в сезоні 2000/01. У січні 2001 Дзодзуашвілі прийняв запрошення «Торпедо» (Кутаїсі) і залишив «Локомотив». У травні 2002 року, перед фіналом Кубка Грузії проти «Локомотива», Дзодзуашвілі, покинув «Торпедо».
Влітку 2002 призначений радником президента Калмикії зі спорту, а з 26 серпня — головний тренер елістінского «Уралана» (при цьому не мав контракту). Він допоміг команді залишитися у вищій лізі, але сам залишатися в команді не захотів. У грудні 2002 року підписав контракт з «Аланією» за схемою «2+1». У червні 2003 року, після матчу з «Торпедо-Металургом» (програний з рахунком 1:3), подав у відставку. Основною причиною послужили розбіжності з керівництвом клубу.
У березні 2004 року став радником у президента литовського «Каунаса» Володимира Романова. З серпня 2004 року — помічник Леоніда Назаренка в селекційних питаннях в «Динамо» (Махачкала), а через тиждень — призначений головним тренером клубу з Дагестану. За підсумками сезону команда посіла 11-е місце в першому дивізіоні, а контракт з Дзодзуашвілі продовжувати не стали.
З квітня 2005 знову в Латвії — віцепрезидент «Сконто», радник президента федерації футболу Латвії Гунтіса Індріксона.
З другого кола сезону 2005/06 — головний тренер «Торпедо» (Кутаїсі). З грудня 2006 року — головний тренер «Олімпі» (Руставі) (контракт на 2,5 року). При ньому команда у другому колі не програла жодного матчу й у підсумку вперше в історії завоювала «золото». Однак продовжувати контракт з тренером керівництво клубу відмовилося.
З серпня 2007 по травень 2008 — головний тренер казахстанського клубу «Шахтар» (Караганда).
З другої половини 2010 року по 2011 року — головний тренер азербайджанського клубу «Туран».

## Досягнення

### Як гравця
- Віцечемпіон Європи: 1972
- Бронзовий олімпійський призер: 1972
- Бронзовий призер чемпіонату СРСР (4) : 1969, 1971, 1972, 1976 (весна)
- Фіналіст Кубка СРСР: 1970.
- 7 разів входив до списку «33 найкращих».

### Як тренера
- Чемпіон Грузії: 1992 («Динамо» Тб), 2002 («Торпедо» Кт), 2007 («Олімпі»)
- Найкращий тренер Грузії: 1994 (лауреат премії А.Жорданія).

## Сім'я
Одружений. Дружина Дзодзуашвілі доводиться тіткою дружині Володимира Гуцаева.
Син Михайло — агент ФІФА, сприяв переходу грузинських футболістів у провідні клуби Росії.